# Paretroplus damii
Paretroplus damii là một loài cá thuộc họ Cichlidae. Đây là loài đặc hữu của Madagascar. Môi trường sống tự nhiên của cá là các con sông.